# Cercospora kikuchii
Cercospora kikuchii är en svampart som först beskrevs av Tak. Matsumoto & Tomoy., och fick sitt nu gällande namn av M.W. Gardner 1927. Cercospora kikuchii ingår i släktet Cercospora och familjen Mycosphaerellaceae.   Inga underarter finns listade i Catalogue of Life.